# Тхал
Пустыня Тхал (урду ‎и в.-пандж. صحراےَ تھل) — песчаная пустыня, расположенная в Пенджабе (Пакистан). Это — обширный регион, главным образом, между реками Джелам и Инд в окрестности плато Потхохар. Его полная длина с севера на юг составляет 305 км, и его максимальная ширина составляет 112 км, в то время как минимальная ширина составляет 32 км. Эта область разделена на районы Бхаккар, Хушаб, Мианвали, Джханг, Лайя, и Музафаргар. Географически она напоминает пустыни Чолистан и Тхар.
В пустыне Тхал широко распространены песчаные почвы и песчаные дюны. В полосах между грядами встречаются почвы среднего механического состава. Во многом они сходны с песчаными серозёмами Средней Азии. Характерное явление для пустыни Тхал — пыльные бури, которые резко снижают температуру, проходя в самый жаркий период, в мае–июне, и принося ливнёвые осадки.
Пустыня Тхал лишена поверхностных вод. Подземные воды залегают на глубине до 100 м. Вдоль русл рек Инд, Джелам и Тримаб они подпитываются за счёт русловой инфильтрации, и глубина залегания их достигает 10-20 м.
Пустыня Тхал климатически расположена в полосе перехода от субтропиков к тропикам. Тепловые ресурсы значительны. Суммарная годовая солнечная радиация колеблется от 200 до 220 ккал/кв. см. В летний период среднесуточная максимальная температура, как правило, составляет 40° С, в зимний период +22…28° С. Средняя минимальная температура варьирует от 24° С летом до 4° С зимой.